# Секстет Сейферта
Секстет Сейферта — группа галактик, расположенная в созвездии Змеи и удалённая приблизительно на 190 миллионов световых лет от Солнечной системы. Группа содержит шесть объектов, причем одна из галактик является фоновым объектом, а другая — фактически отдельной частью одной из других галактик. Гравитационное взаимодействие между этими галактиками будет продолжаться ещё сотни миллионов лет. В конечном счёте, возможно, галактики сольются, чтобы сформировать одиночную большую галактику. В каталоге HCG группе присвоен номер 79.
Группа была обнаружена Карлом Сейфертом, при изучении снимков, сделанных в Обсерватории Барнарда (англ. Barnard Observatory) Университета Вандербильта. К моменту опубликования результатов наблюдений в 1951 году, эта группа была самой компактной группой из всех, известных ранее.
В каталоге NGC эта группа имеет единый номер 6027, координаты в эпохе J2000.0 RA: 15h59m11.2s, Dec: +20°45’20",
а её члены отличаются буквенными индексами:
- NGC 6027A — спиральная галактика типа Sa, яркостью 13,8m, размером 42"x30";
- NGC 6027B — спиральная галактика типа S0-a, яркостью 14,2m, размером 24"x18";
- NGC 6027C — спиральная галактика типа Sc, яркостью 15,3m, размером 30"x12";
- NGC 6027D — спиральная галактика неопределенного типа, яркостью 15,4m, размером 12"x12";
- NGC 6027E — спиральная галактика типа S0, яркостью 13,2m, размером 60"x42".

Для визуального обнаружения этой группы необходимы хорошее темное небо и телескоп с диаметром зеркала от 200 мм, а для уверенного рассматривания членов понадобится инструмент с зеркалом от 300 мм. Увеличение использовать от 200 крат.